# AKATSUKI VENUS
AKATSUKI VENUS（アカツキ　ビーナス）は、日本バスケットボール協会バスケットボール日本代表（男子・女子）のオフィシャルチアリーディングチーム。チーム名はバスケットボール日本代表の愛称である「AKATSUKI FIVE」に由来しており、「暁の空」に輝く「金星（VENUS）」のように、勝利に導く星であり、勝利をもたらす女神となるという想いが込められている。

## 概要

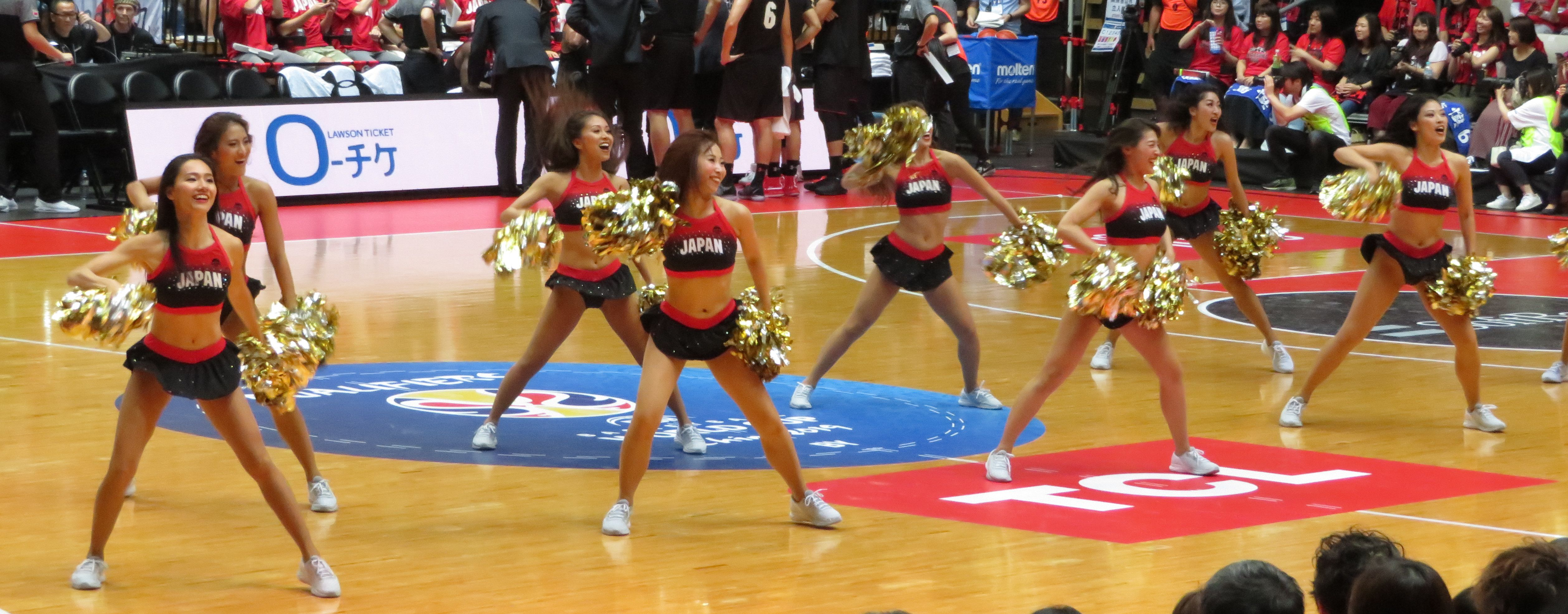
2018年9月17日撮影 「FIBAバスケットボール ワールドカップ2019　アジア地区　二次予選」日本対イラン　大田区総合体育館にて。

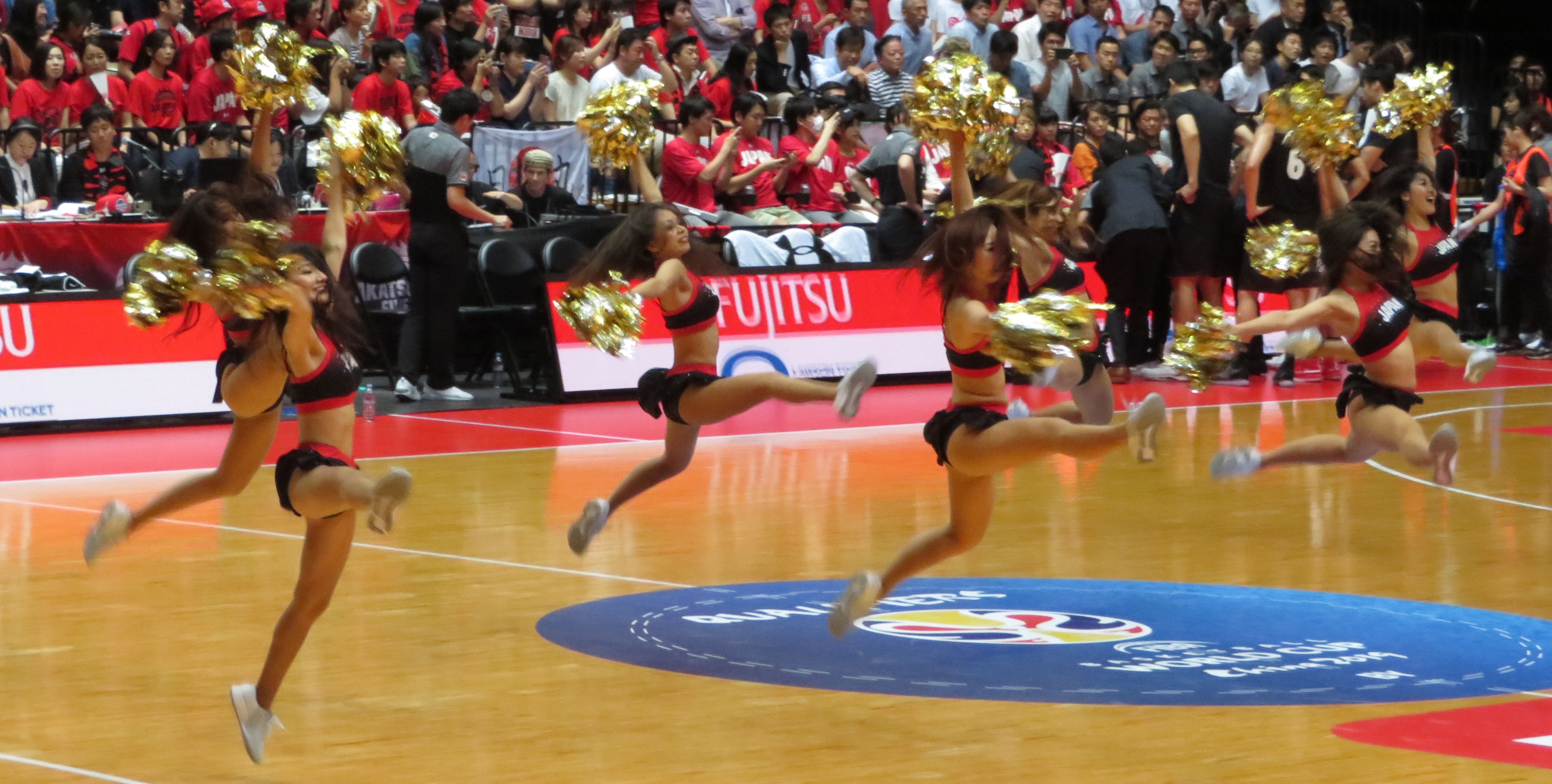
2018年9月17日撮影 「FIBAバスケットボール ワールドカップ2019　アジア地区　二次予選」日本対イラン　大田区総合体育館にて。

AKATSUKI VENUSは2017年、バスケットボール男子日本代表の公式チアリーディングチームとして結成された。現在は男子代表だけでなく、女子日本代表も含めた日本代表のオフィシャルチアリーディングチームとして活動しており、試合でのダンスパフォーマンス、パフォーマンスショーなどの活動を行っている。｢AKATSUKI VENUS｣は公益財団法人日本バスケットボール協会が権利者の登録商標である。（登録番号第６０７６０５３号　出願日 平成29年（2017年）11月24日　登録日　平成30年（2018年）8月31日）

### チームコンセプト
FIBAワールドカップ、オリンピックへ向けて、世界に挑戦するバスケットボール日本代表に「日の出の勢い」をもたらす存在として、「AKATSUKI VENUS」には、その「暁の空」に輝く「金星（VENUS）」のように、勝利に導く星であり、勝利をもたらす女神となるという想いが込められている。

## 活動実績

### 第一期
活動期間　2017年11月3日(金・祝)～2018年6月29日(金)
- 2017年11月24日「FIBAバスケットボール ワールドカップ 2019　アジア地区　1次予選」フィリピン戦　駒沢体育館(東京都世田谷区)
- 2018年2月22日 「FIBAバスケットボール ワールドカップ 2019　アジア地区　1次予選」チャイニーズ・タイペイ戦 横浜国際プール(神奈川県横浜市)
- 2018年6月29日「FIBAバスケットボール ワールドカップ 2019　アジア地区　1次予選」オーストラリア戦　千葉ポートアリーナ(千葉県千葉市)

### 第二期
活動期間　2018年8月26日(日) ～2018年12月末
- 2018年9月17日 「FIBAバスケットボール ワールドカップ2019　アジア地区　２次予選」イラン戦　大田区総合体育館(東京都大田区)
- 2018年11月30日 「FIBAバスケットボール ワールドカップ2019　アジア地区　２次予選」カタール戦　富山市総合体育館
- 2018年12月3日 「FIBAバスケットボール ワールドカップ2019　アジア地区　２次予選」カザフスタン戦　富山市総合体育館

### 第三期
活動期間　2019年3月21日(木) ～2020年1月末

### 第四期
活動期間　2021年5月5日(水) ～2022年2月末

### 第五期
活動期間　トライアウト合格後 ～2024年10月末(予定)

## メンバー

### 第一期
- 一次審査エントリー締切 2017年10月25日 / 二次審査＜トライアウト＞  2017年11月3日
- 合格者：15名

| 役職     | 名前    | 補足 |
| -------- | ------- | --- |
| メンバー | Maria   | 横浜ビー・コルセアーズ公式チアリーディングチーム B-ROSE現メンバー |
| メンバー | Momoko  | オールスタープロチアリーダーズ現メンバー |
| メンバー | Mizuki  | アースフレンズ東京Z公式チアリーディングチーム Zgirls現メンバー |
| メンバー | Ayano   | オールスタープロチアリーダーズ/横浜ビー・コルセアーズ公式チアリーディングチーム B-ROSE現メンバー |
| メンバー | Fuka    | アースフレンズ東京Z公式チアリーディングチーム Zgirls現メンバー |
| メンバー | Maki    | 横浜ビー・コルセアーズ公式チアリーディングチーム B-ROSE現メンバー |
| メンバー | Yukimi  | オールスタープロチアリーダーズ現メンバー |
| メンバー | Natsumi | |
| メンバー | Sayaka  | 横浜ビー・コルセアーズ公式チアリーディングチーム B-ROSE現メンバー |
| メンバー | Yuko    | 千葉ジェッツ公式チアリーディングチーム STAR JETS現メンバー |
| メンバー | Kaori   | 栃木ブレックス公式チアリーディングチーム BREXYS現メンバー |
| メンバー | Monomi  | 千葉ジェッツ公式チアリーディングチーム STAR JETS現メンバー |
| メンバー | Ayumi   | 千葉ジェッツ公式チアリーディングチーム STAR JETS現メンバー |
| メンバー | Kei     | NBA Oklahoma City Thunder公式チアリーディングチーム Thundergirls元メンバー |
| メンバー | Keiko   | NFLジャクソンビル・ジャガーズチアリーダー「ジャクソンビル・ロアー」メンバー 富士通チアリーダー、東京アパッチダンスチーム、横浜ビー・コルセアーズB-ROSE、オールスタープロチアリーダーズ、サンロッカーガールズ元メンバー |

### 第二期
- 一次審査エントリー締切 2018年8月19日 / 二次審査＜トライアウト＞  2018年8月26日[6]
- 合格者：12名

| 役職       | 名前    | 写真 | 所属                                                                                     | 得意技                                                 | 特技・趣味                                             | 意気込み |
| ---------- | ------- | ---- | ---------------------------------------------------------------------------------------- | ------------------------------------------------------ | ------------------------------------------------------ | --- |
| メンバー   | Ayaka   |      | 大阪エヴェッサ公式チアリーディングチーム 元メンバー                                      | キック、ジャンプ                                       | トレーニング、ウェークボード、ハードスポーツ観戦       | 第2期生『AKATSUKI VENUS®』として、日本代表のチームを応援できることに誇りを持って、選手を後押しできるよう、私たちと一緒に応援していきましょう！Let’s go JAPAN！！ |
| メンバー   | Ayano   |      | 横浜ビー・コルセアーズ公式チアリーディングチーム B-ROSE現メンバー / Akatsuki Venus 1期生 | フェッテなどのターン系                                 | クラシックバレエ、着物の着付け                         | 多くの方にAKATSUKI VENUS®を知っていただき、また、スキルも向上させ、さらに会場を盛り上げるパフォーマンスを目指します！ |
| メンバー   | Mami    |      | 栃木ブレックス公式チアリーディングチーム 現メンバー                                      | ターン、ジャンプ                                       | 素敵なチアリーダーの写真や動画を見つけること           | 日本代表の選手を後押しできるようなパフォーマンスと応援はもちろん、バスケを通じて日本全体を明るく出来るようなチームにしていきたいと思います！GO！JAPAN！！GO！AKATSUKI FIVE®！！ |
| メンバー   | Marina  |      | 東京エクセレンス公式チアリーディングチーム 元メンバー                                    | ジャンプ、ターン、キック、アクロバティックなテクニック | ドライブ                                               | 何事にも全力で取り組み、無限をつきつめてがんばりたいと思います！日本代表を勝利に導きます！ |
| メンバー   | Minami  |      | 富士通チアリーダー部 元メンバー                                                          | アクロバット                                           | 食べること、ご飯作り                                   | 応援をリードし、会場を巻き込んで、選手の後押しとなるような応援を届けます。そして、バスケ界を盛り上げ、スポーツを通して日本も盛り上げられるよう頑張ります！ |
| メンバー   | Miho    |      | アルバルク東京公式チアリーディングチーム 現メンバー                                      | 力強くダイナミックなダンス、HIPHOP                     | 音楽を聴くこと、NBAチアリーダーの動画を見ること        | 会場を巻き込む応援と全身全霊のパフォーマンスで、AKATSUKI FIVE®に勝利を。AKATSUKI VENUS®としての誇りを胸に、日本を熱く盛り上げていきます！ |
| メンバー   | Maki    |      | 横浜ビー・コルセアーズ公式チアリーディングチーム B-ROSE現メンバー                        | 会場全体を巻き込むコール、ラインダンス                 | ヨガ、シンクロナイズドスイミング、人間観察             | 日本の誇りを胸に。会場の一体感を作り、力強い声援で選手に勝利へのPowerを送り届けてまいります！Let’s go JAPAN！！！ |
| メンバー   | Yukimi  |      | オールスタープロチアリーダーズ現メンバー / Akatsuki Venus 1期生                          | ターン系全般                                           | 書道、小笠原流礼法、お菓子作り                         | 会場全体を盛り上げられるようなダイナミックなパフォーマンスで、AKATSUKI FIVE®を勝利へ導きます！ |
| キャプテン | Natsumi |      | 電通キャタピレッツ 現メンバー / Akatsuki Venus 1期生                                     | キック、ジャンプ                                       | トレーニング、ウェークボード、ハードスポーツ観戦       | 意気込み:会場中の“勝利への執念”が集結したオーストラリア戦の感動が忘れられず、第2期も活動を決意しました。会場を暁色に染め、日本バスケットボール界の新たな歴史を共に生み出しましょう。誰も見たことのない景色を、皆様と一緒に見られることを楽しみにしています。AKATSUKI VENUS®一同、全力で闘います。GO！JAPAN！GO！AKATSUKI FIVE®！！ |
| メンバー   | Sayaka  |      | 横浜ビー・コルセアーズ公式チアリーディングチーム B-ROSE現メンバー / Akatsuki Venus 1期生 | コンビネーションターン                                 | 友達の子どもと遊ぶこと、旅行                           | 会場全体が一体となるような応援と華やかで力強いパフォーマンスをお届けしたいと思います。日本代表の勝利へ後押しができるよう精一杯頑張ります！ |
| メンバー   | Yuko    |      | 千葉ジェッツ公式チアリーディングチーム STAR JETS現メンバー / Akatsuki Venus 1期生        | ジャンプ、キック                                       | ミュージカル映画を観ること、海が見えるカフェへ行くこと | 2期生12名でAKATSUKI FIVE®を盛り上げていきます！更にパワーアップをした私達AKATSUKI VENUS®を楽しみにしていてください！GO！JAPAN！GO！VENUS！！ |
| メンバー   | Waka    |      | 京都ハンナリーズ公式チアリーディングチーム 現メンバー                                    | ターン                                                 | ヨガ、旅行                                             | 日本代表のチアリーダーとしてAKATSUKI FIVE®を応援するだけでなく、たくさんの方に笑顔や勇気を届けられるよう全力で頑張ります！ |

### 第三期
- 一次審査エントリー締切 2019年3月12日 / 二次審査＜トライアウト＞  2019年3月21日[10]
- 合格者：12名

| 役職     | 名前    | 補足                                                              |
| -------- | ------- | ----------------------------------------------------------------- |
| メンバー | Ayaka   | 大阪エヴェッサ公式チアリーディングチーム 元メンバー               |
| メンバー | Maria   | 横浜ビー・コルセアーズ公式チアリーディングチーム B-ROSE現メンバー |
| メンバー | Ichika  | 千葉ジェッツ公式チアリーディングチーム 現メンバー                 |
| メンバー | Marina  | 東京エクセレンス公式チアリーディングチーム 元メンバー             |
| メンバー | Yui     | シーホース三河公式チアリーディングチーム 現メンバー               |
| メンバー | Miyuko  | 京都ハンナリーズ公式チアリーディングチーム 現メンバー             |
| メンバー | Mizuki  | アースフレンズ東京Z公式チアリーディングチーム 現メンバー          |
| メンバー | Ai      | バンビシャス奈良公式チアリーディングチーム 現メンバー             |
| メンバー | Natsumi | 電通キャタピレッツ                                                |
| メンバー | Sayaka  | 横浜ビー・コルセアーズ公式チアリーディングチーム B-ROSE現メンバー |
| メンバー | Yuko    | 千葉ジェッツ公式チアリーディングチーム STAR JETS現メンバー        |
| メンバー | Mami    | 栃木ブレックス公式チアリーディングチーム 現メンバー               |

### 第四期
- 一次審査エントリー締切 2021年4月13日 / 二次審査 / 三次審査[7]
- 合格者：12名

| 役職     | 名前    | 補足                                                        |
| -------- | ------- | ----------------------------------------------------------- |
| メンバー | Natsumi |                                                             |
| メンバー | Sayaka  | 横浜ビー・コルセアーズ公式チアリーディングチーム 現メンバー |
| メンバー | Ayaka   | 大阪エヴェッサ公式チアリーディングチーム 元メンバー         |
| メンバー | Ichika  | 千葉ジェッツ公式チアリーディングチーム 現メンバー           |
| メンバー | Kotone  | 横浜ビー・コルセアーズ公式チアリーディングチーム 現メンバー |
| メンバー | Haruka  | 三遠ネオフェニックス公式チアリーディングチーム 現メンバー   |
| メンバー | Mami    | 宇都宮ブレックス公式チアリーディングチーム 現メンバー       |
| メンバー | Marina  | 東京エクセレンス公式チアリーディングチーム 元メンバー       |
| メンバー | Miyuko  | 京都ハンナリーズ公式チアリーディングチーム 現メンバー       |
| メンバー | Mizuki  | アースフレンズ東京Z公式チアリーディングチーム 現メンバー    |
| メンバー | Yuko    | 千葉ジェッツ公式チアリーディングチーム 現メンバー           |
| メンバー | Rumi    | 滋賀レイクスターズ公式チアリーディングチーム 現メンバー     |

### 第五期
- 一次審査エントリー締切 2023年11月13日 / 二次審査  2023年11月23日[8]
- 合格者：13名

| 役職             | 名前   | 補足                                                                        |
| ---------------- | ------ | --------------------------------------------------------------------------- |
| メンバー         | Aimi   | 東京ユナイテッドバスケットボールクラブ公式チアリーディングチーム 現メンバー |
| メンバー         | Aoi    | 横浜エクセレンス公式チアリーディングチーム 現メンバー                       |
| バイスキャプテン | Ayaka  | 横浜ビー・コルセアーズ公式チアリーディングチーム 現メンバー                 |
| メンバー         | Hanaka | 千葉ジェッツ公式チアリーディングチーム 現メンバー                           |
| メンバー         | Haruka | サンロッカーズ渋谷公式チアリーディングチーム 現メンバー                     |
| メンバー         | Mayuka | 横浜ビー・コルセアーズ公式チアリーディングチーム 現メンバー                 |
| メンバー         | Miku   | アルティーリ千葉公式チアリーディングチーム 現メンバー                       |
| メンバー         | Nanase | 千葉ジェッツ公式チアリーディングチーム 現メンバー                           |
| メンバー         | Reona  | 千葉ジェッツ公式チアリーディングチーム 現メンバー                           |
| メンバー         | Rinka  | 仙台89ers公式チアリーディングチーム 現メンバー                              |
| キャプテン       | Rumi   | 滋賀レイクス公式チアリーディングチーム 元メンバー                           |
| メンバー         | Sumire | 宇都宮ブレックス公式チアリーディングチーム 現メンバー                       |
| 予備登録         | Hinata | レバンガ北海道公式チアリーディングチーム 現メンバー                         |

## パフォーマンス
ハーフタイムショーは和をテーマにしたダンスで、使用曲は吉田兄弟の｢Rising｣。

## 衣装

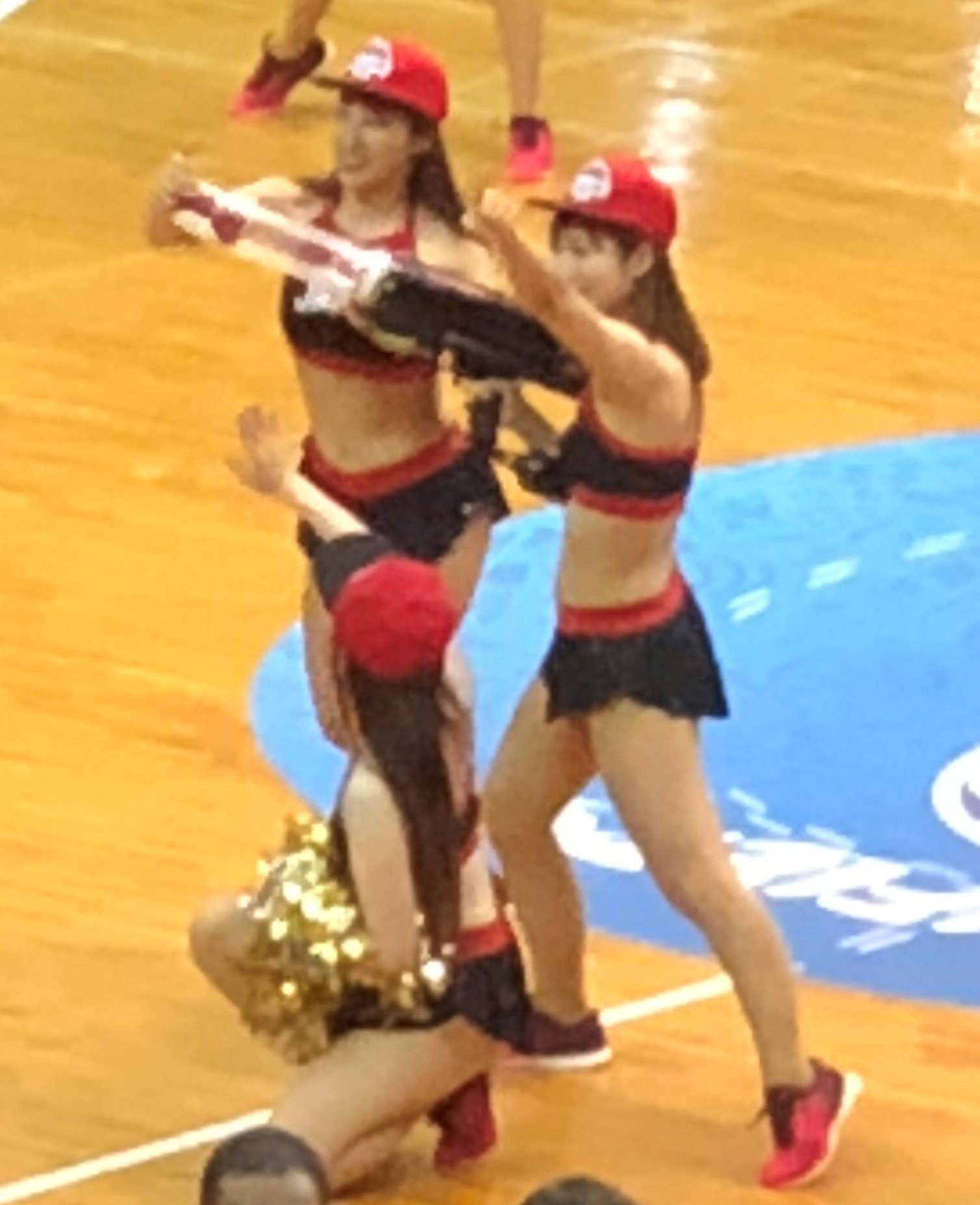
2018年6月29日撮影 「FIBAバスケットボール ワールドカップ2019　アジア地区　1次予選」日本対オーストラリア　千葉ポートアリーナにて

以下は「FIBAバスケットボール ワールドカップ2019　アジア地区　1次予選」において使用された2018AKATSUKI VENUSのオリジナル衣装について記述する。
- ハーフトップとスコートから構成され、色使い、ロゴはチームのユニフォームに倣っている。
- ハーフトップは、ラウンドネック、変形クロスバックストラップのデザイン。襟ぐり、袖ぐり、肩ストラップ、ヘムは赤色、背面の細いストラップは黒色、身頃は上から下に赤から黒のグラデ−ションとなっている。胸に白色で「JAPAN」の文字が配され、周囲にスタッズ（鋲飾り）またはラインストーンが散らされている。左胸上部に黒色で「AKATSUKI FIVE」のロゴが配されている。
- スコートはV字ウェスト、V字型のヘムで、本体は前面と背面の2枚に分けて仕立て、幅をやや広めにとった背面生地の左右の端を前面生地に少し重ねたデザインとなっている。ウェストはトップのヘムと同じ赤色、本体は黒無地で全体にスタッズ（鋲飾り）またはラインストーンが散りばめられている。
- 足元は、スニーカーを着用する。一期はつま先からかかとに向かって赤から黒へのグラデーションとなっており、ソールは白色、靴ひもは黒色である。二期は純白のスニーカーに変更になった。
- ポンポンは、金色と銀色のミックス。
- 演目によって、ベースボールキャップを着用する。2018年6月大会チケット先行特典のAKATSUKI FIVE キャップ（）と同様の仕様で、本体は赤色、つばは黒色。正面にチームロゴのワッペンが配されている。

## 指導者
| 役職           | 名前     | 補足                                                                |
| -------------- | -------- | ------------------------------------------------------------------- |
| プロデューサー | 植村綾子 | 一般社団法人プロフェッショナルチアリーディング協会 ディレクター     |
| ディレクター   | 松田華衣 | 一般社団法人プロフェッショナルチアリーディング協会 OFFICIALDIRECTOR |

## 備考
- AKATSUKI VENUSの選抜メンバーは、Bリーグなどで活動しているチアリーダーが多数を占めているが、最も多いのはオールスタープロチアリーダーズで、Momoko, Yuko, Yukimi, Maria, Maki, Ayano, Sayakaの7名が合格している[動画 1]。

## ギャラリー

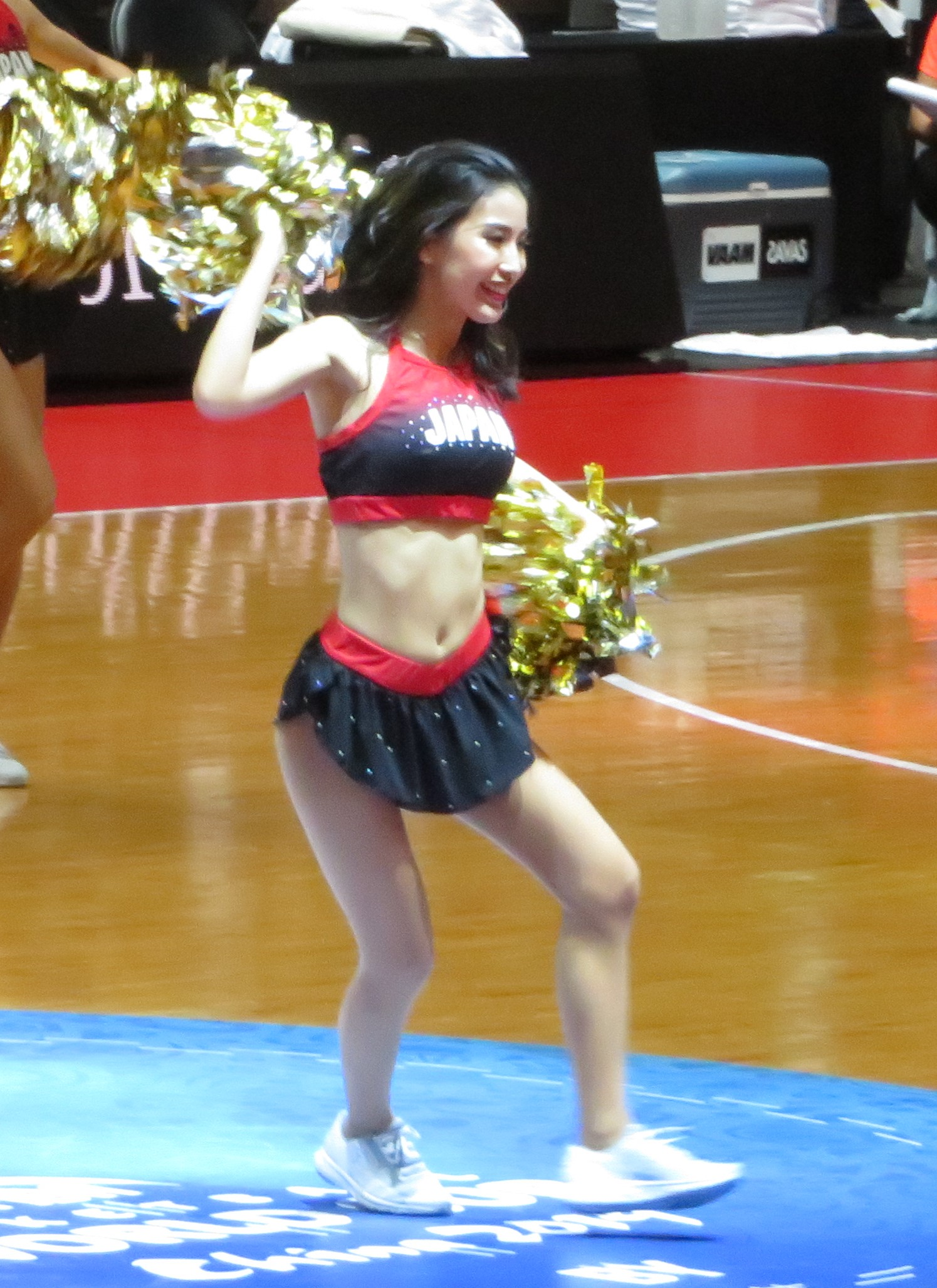
2018年9月17日撮影 「FIBAバスケットボール ワールドカップ2019　アジア地区　二次予選」日本対イラン　大田区総合体育館にて(Ayaka)
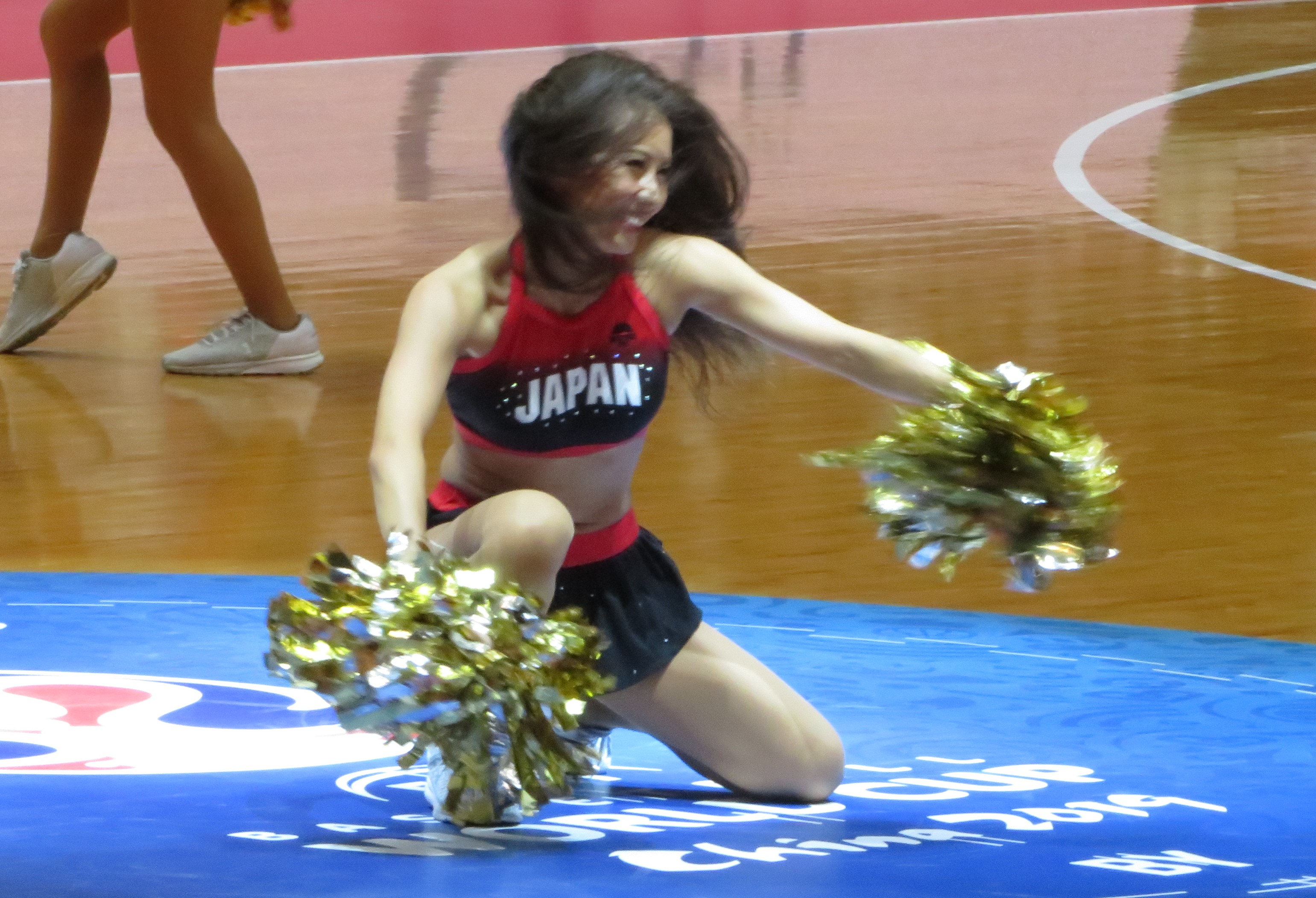
2018年9月17日撮影 「FIBAバスケットボール ワールドカップ2019　アジア地区　二次予選」日本対イラン　大田区総合体育館にて(Maki)
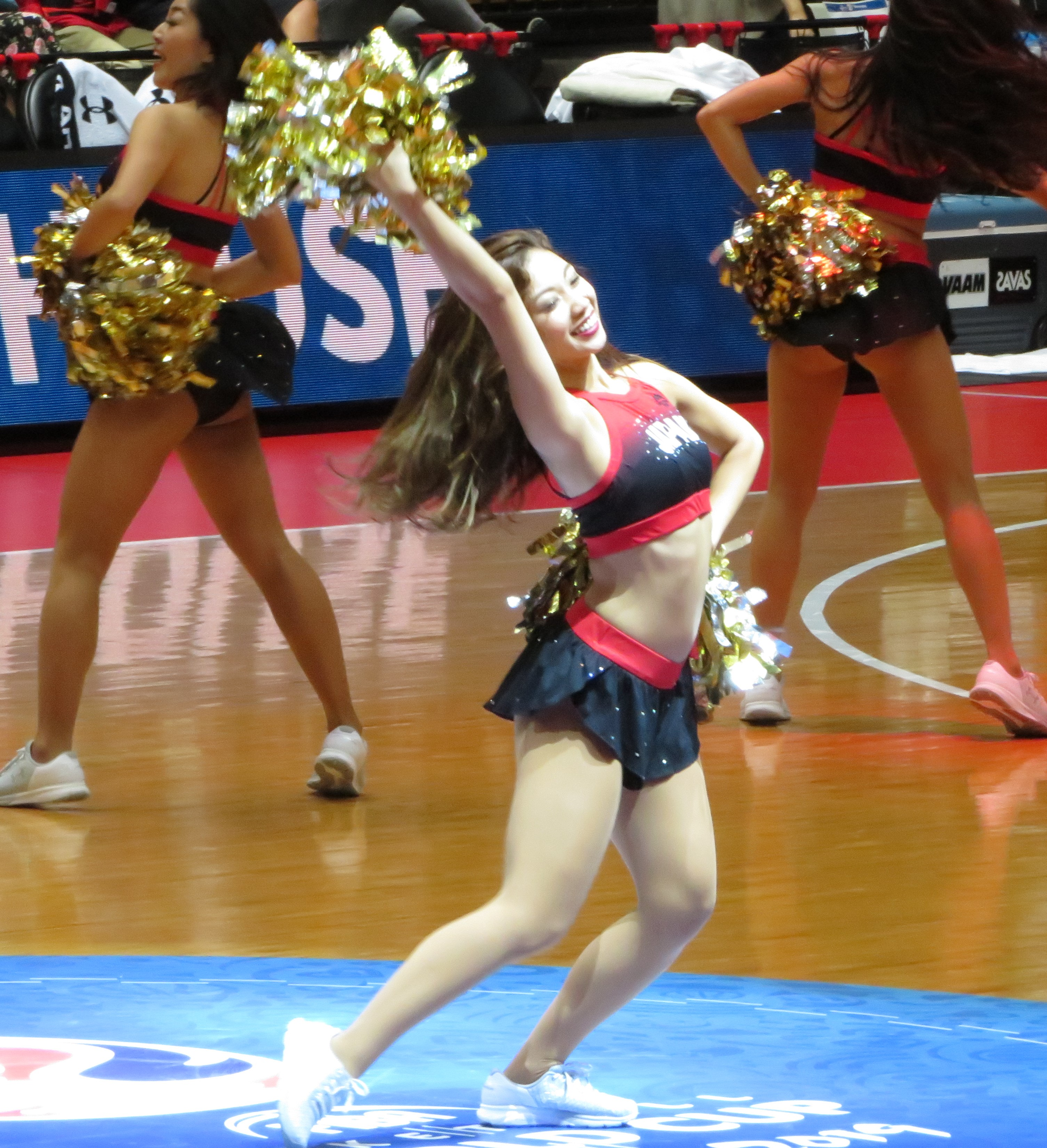
2018年9月17日撮影 「FIBAバスケットボール ワールドカップ2019　アジア地区　二次予選」日本対イラン　大田区総合体育館にて(Yuko)
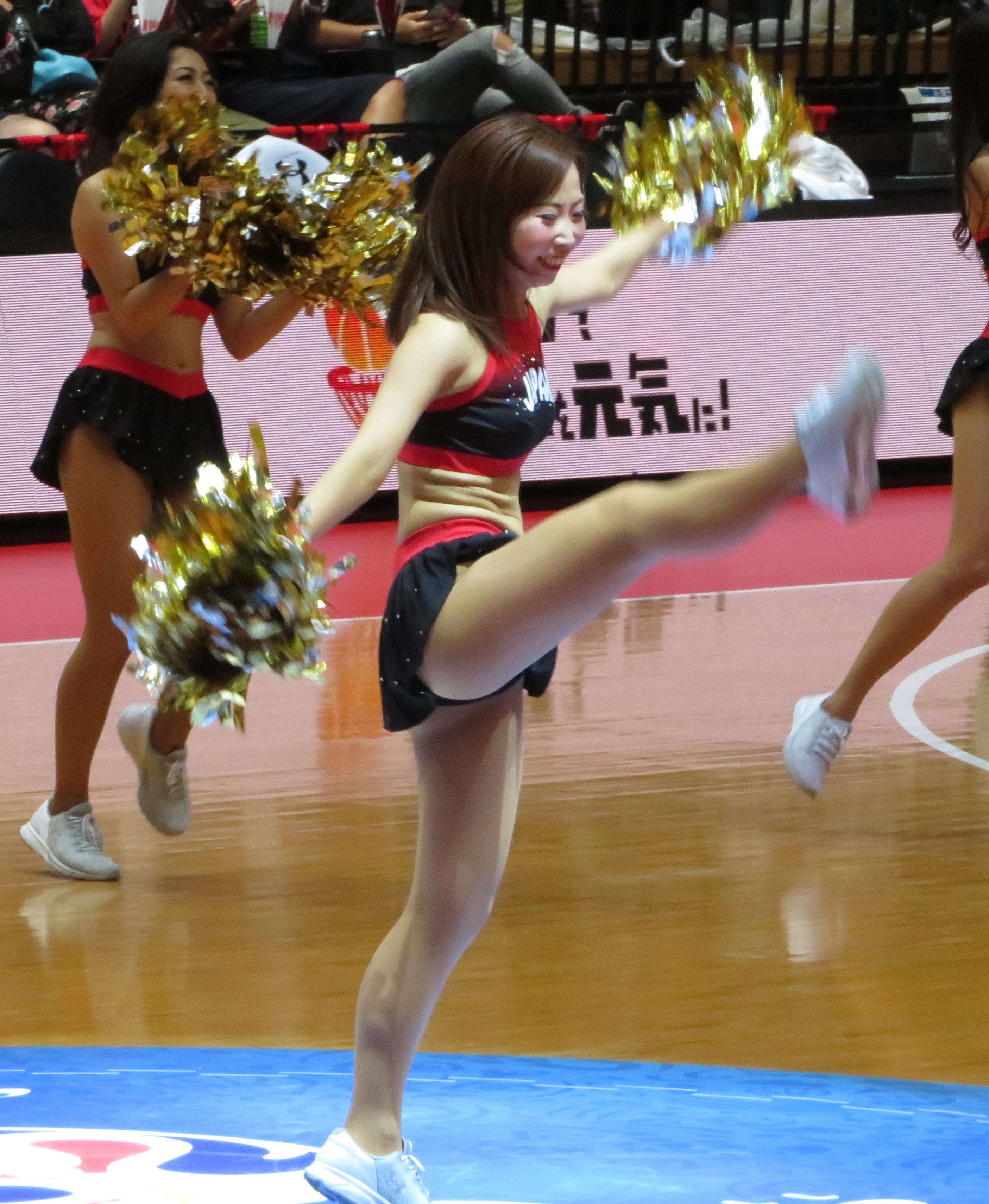
2018年9月17日撮影 「FIBAバスケットボール ワールドカップ2019　アジア地区　二次予選」日本対イラン　大田区総合体育館にて(Yukimi)
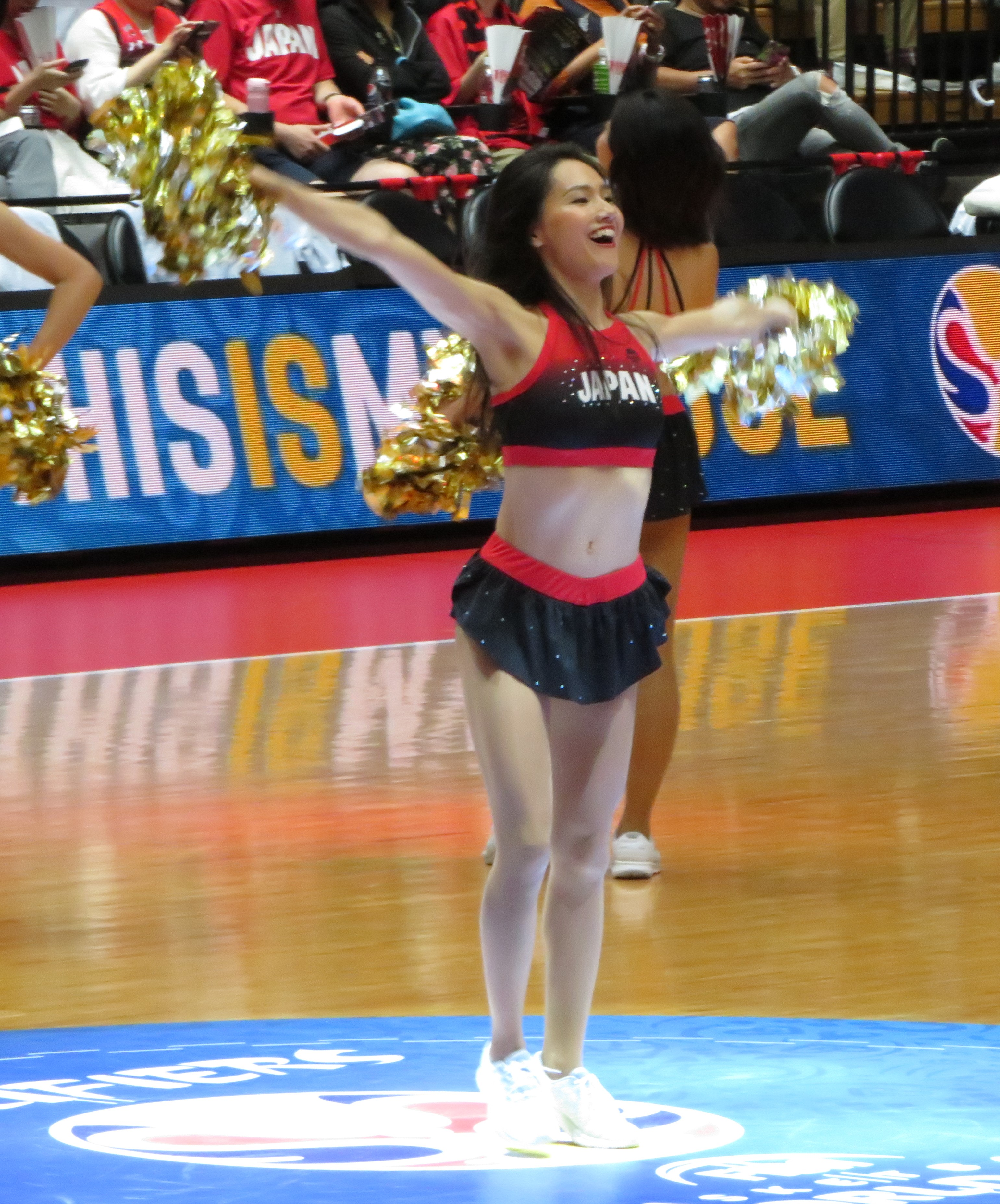
2018年9月17日撮影 「FIBAバスケットボール ワールドカップ2019　アジア地区　二次予選」日本対イラン　大田区総合体育館にて(Waka)
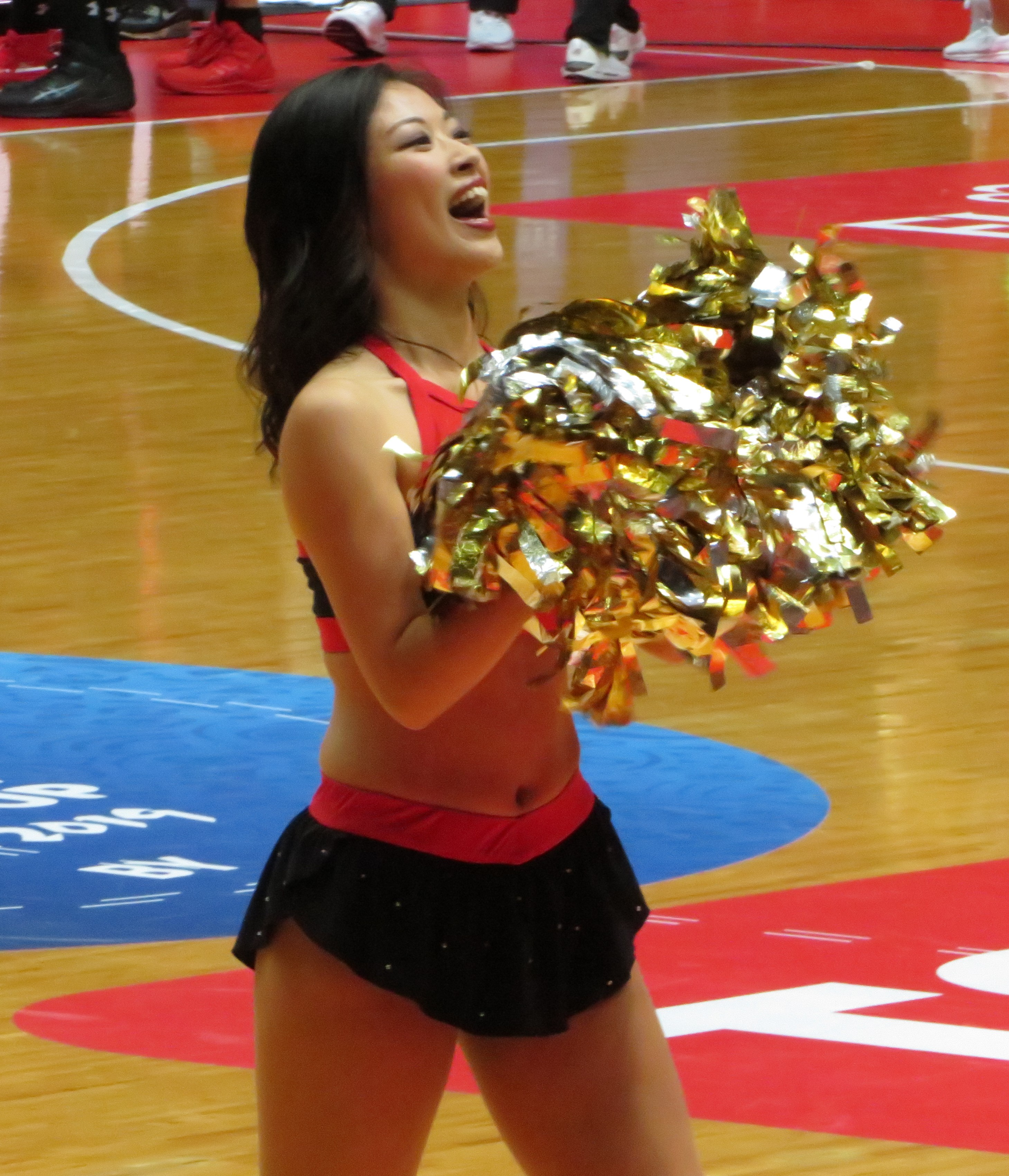
2018年9月17日撮影 「FIBAバスケットボール ワールドカップ2019　アジア地区　二次予選」日本対イラン　大田区総合体育館にて(Sayaka)
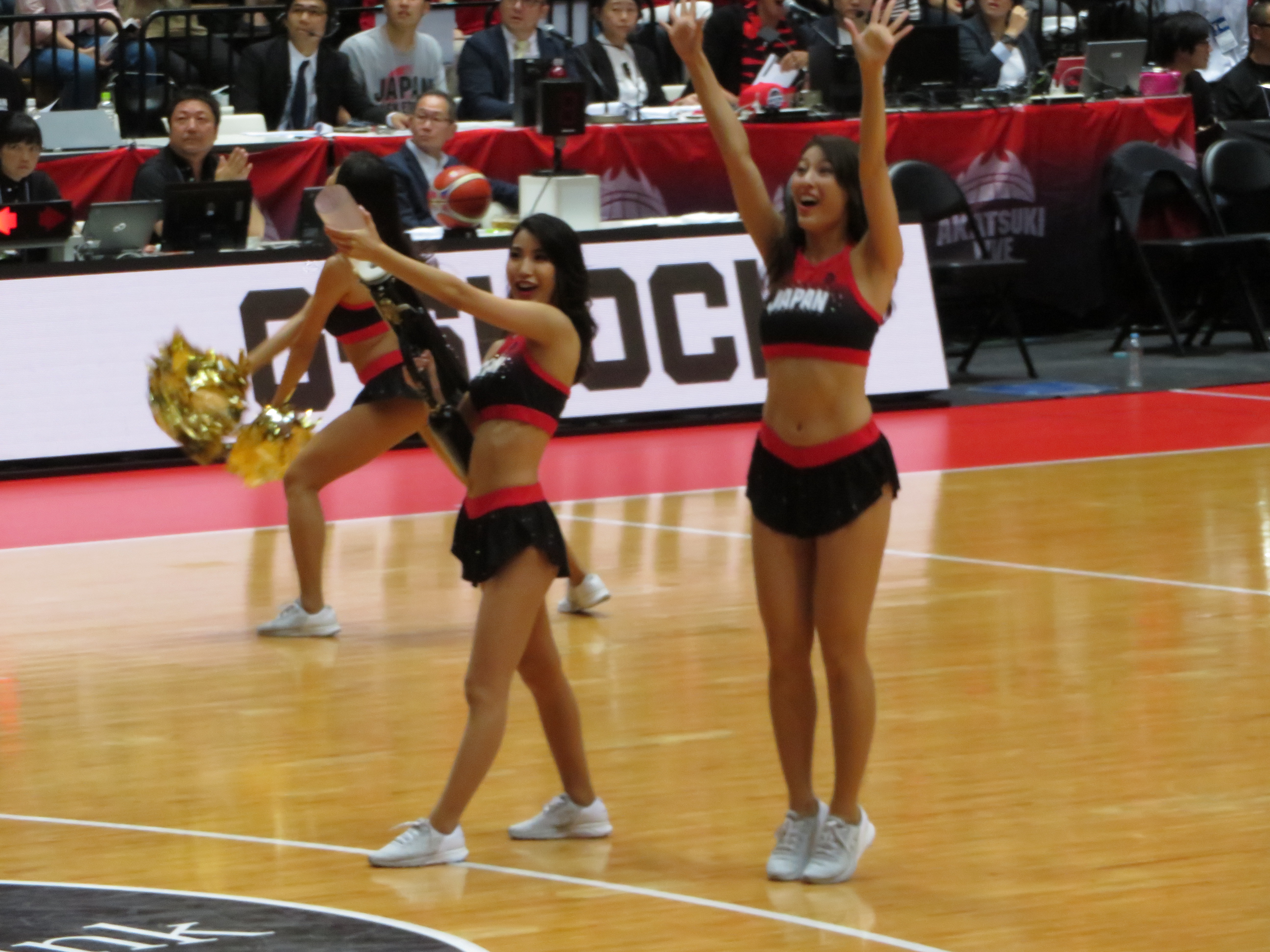
2018年9月17日撮影 「FIBAバスケットボール ワールドカップ2019　アジア地区　二次予選」日本対イラン　大田区総合体育館にて(Ayaka&Ayano)

### 動画
1. ↑  バスケットボール日本代表オフィシャルチアリーダーズ『AKATSUKI VENUS』合格のオールスタープロチアリーダーズよりメッセージ☆ - YouTube